# Coppa del mondo VIVA 2010
La Coppa del mondo VIVA 2010 (in inglese VIVA World Cup 2010), quarta edizione del torneo, si è svolto a Gozo (Malta) dal 31 maggio al 5 giugno 2010. La Padania ha conquistato il titolo per la terza volta consecutiva.

## Formato
Le squadre partecipanti sono sei, così come nella precedente edizione, divise in due gironi da tre squadre ciascuno. Al termine degli incontri previsti per ciascun girone, le ultime classificate disputano la finale per il 5º-6º posto, le altre squadre si affrontano in semifinali incrociate dove la prima di un girone affronta la seconda classificata dell'altro.
Due sono gli impianti che ospitano gli incontri. Il campo principale è il Gozo Stadium di Xeuchia, mentre l'altro impianto, con campo in erba sintetica, è il Sannat Ground a Sannat.

## Squadre partecipanti
| Squadra     | Continente | Partecipazioni precedenti | Ultima presenza |
| ----------- | ---------- | ------------------------- | --------------- |
| Due Sicilie | Europa     | nessuna                   | esordiente      |
| Gozo        | Europa     | 1 (2009)                  | Padania 2009    |
| Kurdistan   | Asia       | 2 (2008, 2009)            | Padania 2009    |
| Occitania   | Europa     | 2 (2006, 2009)            | Padania 2009    |
| Padania     | Europa     | 2 (2008, 2009)            | Padania 2009    |
| Provenza    | Europa     | 2 (2008, 2009)            | Padania 2009    |

## Città e Stadi
| Città   | Stadio        | Capacità | Eventi                           |
| ------- | ------------- | -------- | -------------------------------- |
| Xeuchia | Gozo Stadium  | 4.000    | Cerimonia d'apertura Finalissima |
| Sannat  | Sannat Ground | 1.500    | Finale 3º posto                  |

## Torneo
Tutti gli orari sono UTC+1

### Fase a gironi

#### Gruppo A
| Pos | Squadra   | G | V | N | P | GF | GS | DG | Pt | Risultato                               |
| --- | --------- | - | - | - | - | -- | -- | -- | -- | --------------------------------------- |
| 1   | Padania   | 2 | 2 | 0 | 0 | 3  | 1  | +2 | 6  | Qualificate alla fase successiva        |
| 2   | Occitania | 2 | 1 | 0 | 1 | 5  | 1  | +4 | 3  | Qualificate alla fase successiva        |
| 3   | Gozo      | 2 | 0 | 0 | 2 | 1  | 7  | −6 | 0  | Qualificata alla finale per il 5º posto |

| Xeuchia 31 maggio 2010, ore 19:30                                                           | Gozo      | 1 – 2 referto                          | Padania | Gozo Stadium |
| \| \| \| \| \| John Camilleri 40’ \| Marcatori \| Mauro Nannini 25’ Matteo Prandelli 82’ \| |           |                                        |         |              |
|                                                                                             |           |                                        |         |              |
| John Camilleri 40’                                                                          | Marcatori | Mauro Nannini 25’ Matteo Prandelli 82’ |         |              |

| Xeuchia 1º giugno 2010, ore 19:30                   | Padania   | 1 – 0 referto | Occitania | Gozo Stadium |
| \| \| \| \| \| Simone Ghezzi 65’ \| Marcatori \| \| |           |               |           |              |
|                                                     |           |               |           |              |
| Simone Ghezzi 65’                                   | Marcatori |               |           |              |

| Xeuchia 2 giugno 2010, ore 19:30                                                                                       | Occitania | 5 – 0 referto | Gozo | Gozo Stadium |
| \| \| \| \| \| Marc Ballue 1’ (rig.), 36’ Sebastien Taillan 61’ Jordan Amiel 88’ Guilhem Soro 90+2’ \| Marcatori \| \| |           |               |      |              |
| |           |               |      |              |
| Marc Ballue 1’ (rig.), 36’ Sebastien Taillan 61’ Jordan Amiel 88’ Guilhem Soro 90+2’                                   | Marcatori |               |      |              |

#### Gruppo B
| Pos | Squadra     | G | V | N | P | GF | GS | DG | Pt | Risultato                               |
| --- | ----------- | - | - | - | - | -- | -- | -- | -- | --------------------------------------- |
| 1   | Kurdistan   | 2 | 2 | 0 | 0 | 7  | 3  | +4 | 6  | Qualificate alla fase successiva        |
| 2   | Due Sicilie | 2 | 1 | 0 | 1 | 2  | 4  | −2 | 3  | Qualificate alla fase successiva        |
| 3   | Provenza    | 2 | 0 | 0 | 2 | 2  | 4  | −2 | 0  | Qualificata alla finale per il 5º posto |

| Sannat 31 maggio 2010, ore 17:30                                                                                      | Kurdistan | 4 – 1 referto          | Due Sicilie | Sannat Ground |
| \| \| \| \| \| Shakar Muhsin 21’ Hydar Qaraman 51’, 55’ Karzan Abdullah 83’ \| Marcatori \| Pietro Cappuccilli 67’ \| |           |                        |             |               |
| |           |                        |             |               |
| Shakar Muhsin 21’ Hydar Qaraman 51’, 55’ Karzan Abdullah 83’                                                          | Marcatori | Pietro Cappuccilli 67’ |             |               |

| Sannat 1º giugno 2010, ore 17:30                               | Due Sicilie | 1 – 0 referto | Provenza | Sannat Ground |
| \| \| \| \| \| Pietro Cappuccilli 5’ (rig.) \| Marcatori \| \| |             |               |          |               |
|                                                                |             |               |          |               |
| Pietro Cappuccilli 5’ (rig.)                                   | Marcatori   |               |          |               |

| Sannat 2 giugno 2010, ore 17:30                                                                     | Provenza  | 2 – 3 referto                             | Kurdistan | Sannat Ground |
| \| \| \| \| \| Bruno Borghesi 19’, 39’ \| Marcatori \| Hydar Qaraman 31’, 90+5’ Deyar Rahman 35’ \| |           |                                           |           |               |
| |           |                                           |           |               |
| Bruno Borghesi 19’, 39’                                                                             | Marcatori | Hydar Qaraman 31’, 90+5’ Deyar Rahman 35’ |           |               |

### Fase finale
|  | Semifinali  | Semifinali  | Semifinali |           |         | Finale          | Finale          | Finale          |  |
|  |             |             |            |           |         |                 |                 |                 |  |
|  | Padania     | Padania     | 2          |           |         |                 |                 |                 |  |
|  | Padania     | Padania     | 2          |           |         |                 |                 |                 |  |
|  | Due Sicilie | Due Sicilie | 0          |           |         |                 |                 |                 |  |
|  | Due Sicilie | Due Sicilie | 0          |           | Padania | Padania         | 1               |                 |  |
|  |             |             |            |           | Padania | Padania         | 1               |                 |  |
|  |             |             | Kurdistan  | Kurdistan | 0       |                 |                 |                 |  |
|  | Kurdistan   | Kurdistan   | Kurdistan  | Kurdistan | 0       | 2               |                 |                 |  |
|  | Kurdistan   | Kurdistan   |            |           |         | 2               |                 |                 |  |
|  | Occitania   | Occitania   | 1          |           |         | Finale 3º posto | Finale 3º posto | Finale 3º posto |  |
|  | Occitania   | Occitania   | 1          |           |         |                 |                 |                 |  |
|  |             |             |            |           |         |                 |                 |                 |  |
|  |             |             |            |           |         | Due Sicilie     | Due Sicilie     | 0               |  |
|  |             |             |            |           |         | Due Sicilie     | Due Sicilie     | 0               |  |
|  |             |             |            |           |         | Occitania       | Occitania       | 2               |  |

|  | Finale 5º posto |          |   |  |
|  |                 |          |   |  |
|  | Gozo            | Gozo     | 2 |  |
|  | Provenza        | Provenza | 1 |  |

#### Finale 5º posto
| Sannat 4 giugno 2010, ore 15:30                                                             | Gozo      | 2 – 1 referto     | Provenza | Sannat Ground |
| \| \| \| \| \| Rodney Buttigieg 59’ John Camilleri 89’ \| Marcatori \| Stephane Juan 19’ \| |           |                   |          |               |
|                                                                                             |           |                   |          |               |
| Rodney Buttigieg 59’ John Camilleri 89’                                                     | Marcatori | Stephane Juan 19’ |          |               |

#### Semifinali
| Xeuchia 4 giugno 2010, ore 17:30                                      | Padania   | 2 – 0 referto | Due Sicilie | Gozo Stadium |
| \| \| \| \| \| Mauro Nannini 62’ Maurizio Ganz 86’ \| Marcatori \| \| |           |               |             |              |
|                                                                       |           |               |             |              |
| Mauro Nannini 62’ Maurizio Ganz 86’                                   | Marcatori |               |             |              |

| Xeuchia 4 giugno 2010, ore 19:30                                                       | Kurdistan | 2 – 1 referto  | Occitania | Gozo Stadium |
| \| \| \| \| \| Hydar Qaraman 71’ Karzaz Mohammed 82’ \| Marcatori \| Eric Gamet 37’ \| |           |                |           |              |
|                                                                                        |           |                |           |              |
| Hydar Qaraman 71’ Karzaz Mohammed 82’                                                  | Marcatori | Eric Gamet 37’ |           |              |

#### Finale 3º posto
| Sannat 5 giugno 2010, ore 13:00                                          | Due Sicilie | 0 – 2 referto                          | Occitania | Sannat Ground |
| \| \| \| \| \| \| Marcatori \| Sebastien Taillan 28’ Eric Gamet 90+3’ \| |             |                                        |           |               |
|                                                                          |             |                                        |           |               |
|                                                                          | Marcatori   | Sebastien Taillan 28’ Eric Gamet 90+3’ |           |               |

#### Finale
| Xeuchia 5 giugno 2010, ore 17:00                 | Padania   | 1 – 0 referto | Kurdistan | Gozo Stadium |
| \| \| \| \| \| Luca Mosti 24’ \| Marcatori \| \| |           |               |           |              |
|                                                  |           |               |           |              |
| Luca Mosti 24’                                   | Marcatori |               |           |              |

## Classifica marcatori
5 gol
- Hydar Qaraman

2 gol
- Pietro Cappuccilli
- John Camilleri
- Marc Ballue
- Mauro Nannini
- Bruno Borghesi
- Eric Gamet
- Sebastien Taillan

1 gol
- Rodney Buttigieg
- Karzan Abdullah
- Karzaz Mohammed
- Shakar Muhsin
- Deyar Rahman
- Jordan Amiel
- Guilhem Soro
- Maurizio Ganz
- Simone Ghezzi
- Luca Mosti
- Matteo Prandelli
- Stephane Juan